# Camilo José Cela

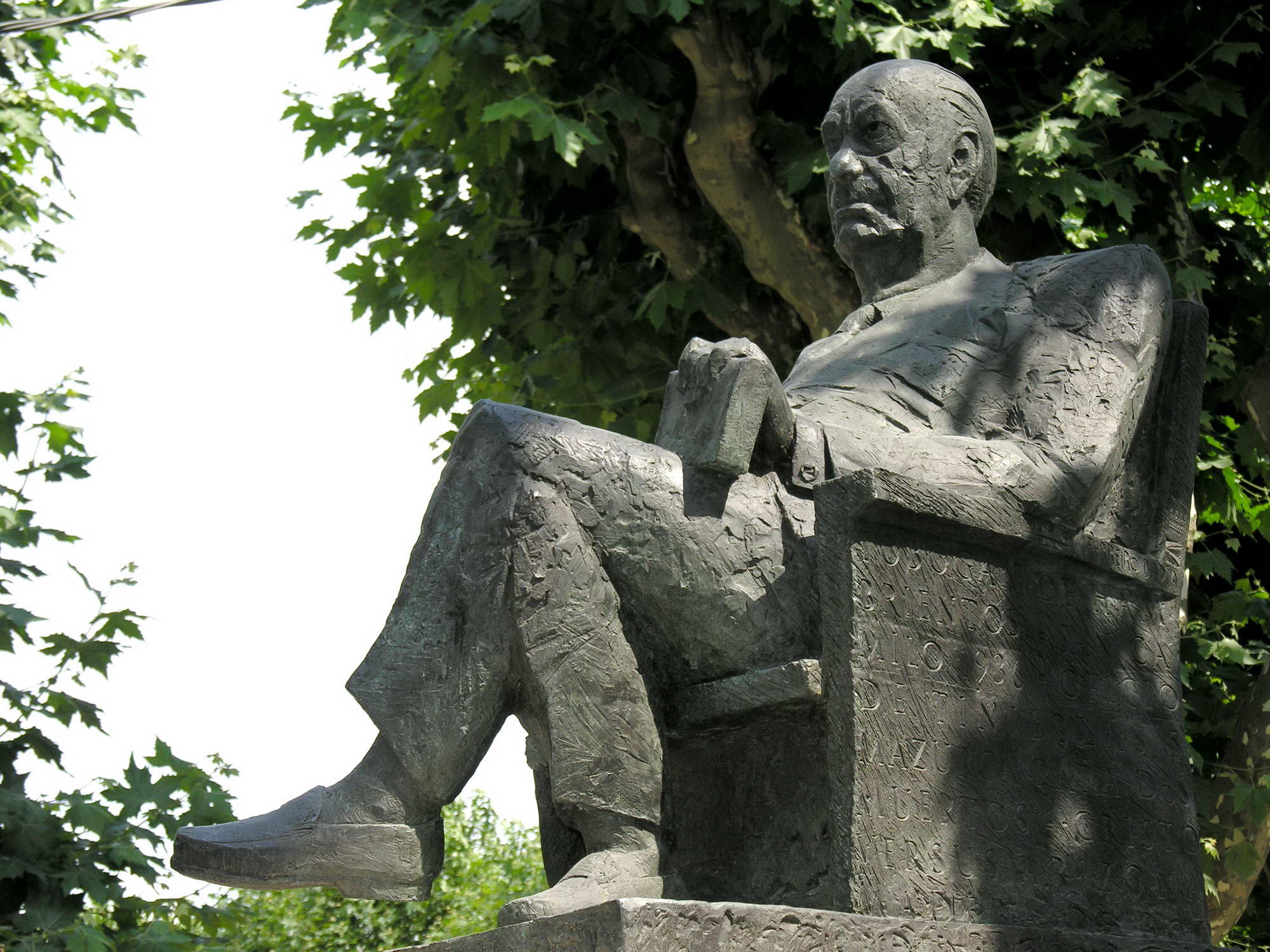
Staty i Padrón föreställande Camilo José Cela

Camilo José Cela, född 11 maj 1916 i Iria Flavia, distriktet Padrón, Galicien, död 17 januari 2002 i Madrid, var en spansk författare. Han blev medlem i Kungliga spanska akademien 1957 och mottog Nobelpriset i litteratur 1989.

## Biografi
Cela föddes i Galicien 1916 i en familj som hörde till den övre medelklassen. Fadern var spanjor, modern engelska med en del italienskt påbrå. När han var nio år flyttade familjen till Madrid.
Efter avslutad skolgång började Cela studera medicin, men deltog med större intresse i litterära föreläsningar på filosofiska fakulteten. Studierna avbröts dock av spanska inbördeskriget. Han deltog kortvarigt i kriget på nationalisternas sida, men frikallades efter att ha blivit sårad. Efter kriget återvände han till Madrid för att återuppta studierna, denna gång juridik, men kom att ägna mer och mer tid åt skrivande. Cela debuterade som författare 1942 med romanen Pascual Duartes familj som fick stor uppmärksamhet och han blev därefter författare på heltid.
Cela bröt den av diktaturen påtvingade tystnaden inom romanen med Pascual Duartes familj (1942), en då blott alltför aktuell studie i våld, som censuren förbjöd under några år. Denna debutroman samt La colmena (1951, "Bikupan"), censurförbjuden till 1963 men ändå läst, markerar inledningen till den samhällskritiska roman som växte fram i Spanien på 1950-talet.
Mellan 1959 och 1979 var Cela utgivare av den litterära tidskriften  Papales de Son Armadans som gav utrymme åt och blev ett viktigt forum för den unga oppositionen under Franco-eran. Från 1957 var han medlem av Spanska akademien.
Celas litterära produktion är mycket omfattande och uppgår till ett hundratal volymer. Förutom ett tiotal romaner av mer eller mindre experimentell karaktär - bland andra San Camilo 1936 (1969), Oficio de tinieblas 5 (1973) och Mazurca para dos muertos (1983) - omfattar författarskapet även ett stort antal novell- och essäsamlingar samt reseskildringar och andra verk. Hans samlade skrifter hade åren 1962-1986 utkommit i sjutton volymer.
År 1984 mottog han Premio Nacional de Narrativa och 1987 Prinsen av Asturiens pris. 1989 tilldelades han Nobelpriset i litteratur med motiveringen "för en rik och intensiv prosakonst, som med återhållen medkänsla gestaltar en utmanande vision av människans utsatthet".